# فال (مهر)
فال نام شهری از توابع بخش گله‌دار در شهرستان مهر در جنوب استان فارس است که در جنوب ایران واقع شده‌است.

## جمعیت
بر اساس سرشماری ۱۳۹۵، این شهر دارای ۳،۷۵۷ نفر جمعیت (۹۷۶ خانوار) بوده‌است.

## تاریخچه
یاقوت حموی گوید: فال نام دو جایگاه است. آن را که فاله گویند: شهری است از ناحیهٔ ایذج (ایذه) جز ناحیه‌های خوزستان و دومی شهر و قلعه‌ای است میان شیراز و هرمز در دورترین شهرهای فارس از سوی جنوب دارای بوستان‌ها و میوه‌های گوارا.
در فارسنامه ناصری راجع به فال چنین آمده‌است: بلوک فال در اصل پال به پ فارسی است شهری بوده و توابعی داشته و اکنون همه از توابع گله‌دار گشته‌اند.
در فرهنگ معین در قسمت حرف ف راجع به فال چنین می‌نویسند: فال دهی است از شهر گله‌دار از بخش کنگان بوشهر و کنار راه فرعی لار به گله‌دار، جلگه‌ای گرمسیری، آب از چاه، محصول غلات و حبوبات، شغل زراعت.
به دلیل سنگ قبرها، کتب قدیمی و آثاری که بدست آمده گفته می‌شود تاریخچه فال (استان فارس) به قبل از اسلام برمی‌گردد به نحوی که عده‌ای فال را به عنوان قدیمی‌ترین روستای اسلامی در ایران می‌شناسند. گذشتهٔ فال آبادتر و بزرگتر از حال خود بوده‌است؛ و شهرها و روستاهای اطراف همگی جز فال بوده‌اند ۱؛ به‌طوری‌که ابن بطوطه در سفرنامه خود این چنین آورده: «و از خنج پال (فال) به جزیره کیس (کیش) رفتیم.». که پیشرفت و رونق فال بیشتر بعد از افول سیراف بود.

## مشاهیر
از مشاهیر فال می‌توانیم به راغب فالی (شاعر و ادیب)، معین‌الدین فالی (کسی که توانست به همراه لشکری از فالی‌ها و شهرهای اطراف، بحرین را از پرتغالی‌ها باز پس گیرد، ولی خود در همان‌جا کشته شد) (به کتاب دانشمندان و ناموردان فال و سیراف و کران نوشتهٔ آقای سید عباس واعظی مراجعه شود)، آیت‌الله العظمی ملامحمدرضای فالی (از مراجع و دانشمندان)، آیت‌الله العظمی آقامیر محمدصادق کراماتی فالی (از مراجع و دانشمندان که به اتفاق آخوند ملامحمدرضای فالی بر کتاب ریاضی خلاصه الحساب شیخ بهایی شرح نوشته‌اند)، آیت‌الله العظمی آقامیر ابوالحسن کراماتی فالی (از مراجع و صاحب کتاب خلاصه الافکار)، آیت‌الله آقا میر فضل‌الله میرزاده (فرزند آقامیر ابوالحسن وعالم و مجتهد)، مولانا مجدالدین و رکن الدین فالی (هر دو قاضی القضات و نافذالاحکام در مملکت فارس)، عمیدالدین فالی (شاعر و صاحب قصیدهٔ عمیدیه به عربی) و ده‌ها بزرگ دیگر، که شرح ایشان در کتاب‌های هزار مزار و تاریخ و جغرافیای فال فارس آمده‌است. از دیگر بزرگان فال می‌توان به رئیس شرف الدین فالی وزیر حاکم هرمز اشاره کرد که در قرن دهم هجری در پی تهاجم پرتغالی‌ها به لیسبون تبعید شد. نامه‌های فرزندان او از فال به او در آرشیو وزارت خارجهٔ پرتغال موجود است و آقای جهانگیر قائم‌مقامی این نامه‌ها را در مجلهٔ ارتش سال ۱۳۵۶ به چاپ رسانده‌است و در کتاب دانشمندان و ناموران فال و سیراف و کران عیناً آورده شده‌است ؛
از علمای متاخر فال نیز می توان به حاج سید اسد الله راغب ، سید ابوالحسن راغب ، آیت الله سید احمد فالی نوه سید اسد الله راغب که تالیفاتی در زندگانی ائمه و اسلام دارد و از مجتهدين مخالف جمهوری اسلامی بود و اکنون در کربلا مدفون است و همچنین سید محمد باقر فالی که از سخنرانان شهیر در عالم عرب بوده و در حرم امام حسین مدفون است نام برد . 

## آثار تاریخی
1. گورستان فال (بسیار بزرگ و قدیمی است که متأسفانه بسیاری از سنگ قبرهای آن به شهرستان لامرد و یا مهر برده شده).
2. قلعه ویرانهٔ بلقیس خواجه.
3. مسجدی ویرانه (بالاتر از قلعهٔ بلقیس خاجه).
4. مسجد جامع فال (که چندین بار بازسازی شده‌است).
5. خندقی پر شده به همراه چند تنب در شمال غرب فال در نزدیکی چاه (باغ) هجوم (گمان می‌رود این تنب‌ها ویرانه‌های قلعه‌های قدیمی باشد).
6. آبراهی که از تنگ فالیون به حوضچه‌ای در دهانه تنگ ختم می‌شود.
7. آثاری از وجود آسیاب آبی در درون تنگ فالیون.
8. مسجد میر اسماییل و مسجد محله (کنار حوزه علمیه قدیم و مسجد اعظم) نیز از مساجد قدیمی اند که دارای معماری خاصی هستند.